# Centro Universitario Chivilcoy
El Centro Universitario Chivilcoy es institución municipal que funciona como sede de 19 carreras, provenientes de 7 universidades nacionales (UBA, UNLP, UTN, UNNOBA, UNLZ, UNTREF, Escuela Superior de Servicio Social), En los últimos años, la gestión del Centro Universitario ha logrado de manera exitosa aumentar ostensiblemente la oferta académica tanto de estudios superiores como de cursos de extensión universitaria, multiplicando a su vez, la cantidad de estudiantes que se encuentran cursando diariamente en la institución.

## Historia
Fue inaugurado el 6 de junio de 2009 por el intendente Ariel Franetovich junto al ministro del interior Florencio Randazzo, en el edificio funcionaba el Hogar de Menores "Herminia Brumana".

[Carlos Armando Costanzo:]Noble Centro, de un alma intensa y viva, fervoroso sentir y claro aliento, que levanta bien alto – fiel cimiento -, su tenaz trayectoria formativa. Espíritu pujante, fuerza activa, inquietudes, proyectos, pensamiento, como emblema, estandarte y monumento de una gran expresión educativa. Las carreras, los cursos, la enseñanza, el saber, horizonte de esperanza, y amplio sol, de un mañana más seguro… Noble Centro – trabajo permanente -, que ilumina a estudiantes, del presente, y que forja a los hombres, del futuro.
Archivo Literario Municipal, 25 de Septiembre 2017

## Ubicación
Su edificio se encuentra en la intersección de la Av. Calixto Calderón y Av Lisandro de la Torre de la ciudad de Chivilcoy, provincia de Buenos Aires, Argentina. 

## Autoridades
Las Autoridades son:
- Intendente Municipal: Dr. Guillermo Britos
- Secretario de Cultura y Educación: Dr. Adrián Vila
- Coordinador del CUCH: Ing. Eduardo De Lillo
- Directora de Educación: Francisca Mazzotta

## Carreras
El Centro cuenta con una gran oferta académica que comprende carreras de Tecnicaturas y Diplomaturas, así como también cursos y extensiones universitarias 
| Universidad                                                       | Carrera                                                            | Duración         |
| ----------------------------------------------------------------- | ------------------------------------------------------------------ | ---------------- |
| Universidad Nacional de La Plata                                  | Tecnicatura Universitaria en Acompañamiento Terapéutico            | 3 años           |
| Universidad Nacional de La Plata                                  | Licenciatura en Psicología                                         | 6 años           |
| Universidad Tecnológica Nacional                                  | Diplomatura en Energías Renovables                                 | 1 años           |
| Universidad Tecnológica Nacional                                  | Diplomatura en Marketing Digital                                   | 7 meses          |
| Universidad Tecnológica Nacional                                  | Tecnicatura Universitaria en Industrias Alimentarias               | 2 años y 6 meses |
| Universidad Tecnológica Nacional                                  | Tecnicatura Universitaria en Higiene Y Seguridad en el Trabajo     | 3 años           |
| Universidad Tecnológica Nacional                                  | Tecnicatura Universitaria en Bromotologia y Medio Ambiente         | 2 años           |
| Universidad Tecnológica Nacional                                  | Tecnicatura Universitaria en Programación                          | 2 años           |
| Escuela Superior en Servicio Social                               | Tecnicatura Superior en Trabajo Social                             | 4 años           |
| Escuela Superior en Servicio Social                               | Tecnicatura en Administración de Recursos Humanos                  | 3 años           |
| Universidad Nacional de Lomas de Zamora                           | Tecnicatura Universitaria en Construcciones                        | 3 años           |
| Universidad Nacional de Lomas de Zamora                           | Tramo de Formación Pedagógica                                      | 1 años y 6 meses |
| Universidad Nacional de Lomas de Zamora                           | Tecnicatura Universitaria en Gestión Industrial                    | 2 años y 6 meses |
| Universidad Nacional del Noroeste de la Provincia de Buenos Aires | Tecnicatura Universitaria en Diseño de Indumentaria y Textil       | 3 años           |
| Universidad Nacional de Tres de Febrero                           | Diplomatura Universitaria en Dirección de Instituciones Educativas | 1 años y 6 meses |
| Universidad Nacional de Tres de Febrero                           | Diplomatura en Educación de la Primera Infancia                    | 2 años           |
| Universidad Nacional de Tres de Febrero                           | Licenciatura en Nutrición                                          | 5 años           |
| Universidad de Buenos Aires                                       | Ciclo Básico Común                                                 | 1 años           |
| CUCH                                                              | Diplomatura en Jardinería y Mantenimiento de Espacios Verdes       | 7 meses          |